# Morti nel 1056
| Questa pagina contiene informazioni ricavate automaticamente dalle voci biografiche con l'ausilio del template Bio e di un bot. L'aggiornamento è periodico e automatico e ricostruisce completamente la pagina. Se manca una persona in questa lista, sei pregato di non aggiungerla, ma accertati piuttosto che la sua voce biografica contenga il template Bio e che i dati anagrafici siano correttamente compilati. Se il template Bio manca, inseriscilo tu stesso o, in alternativa, metti l'avviso {{tmp\|Bio}} che ne segnala la mancanza. Se i dati riportati sono sbagliati, correggi direttamente la voce biografica; le modifiche saranno visibili in questa lista entro pochi giorni. Per chiarimenti vedi il progetto biografie. La lista contiene solo le 5 persone che sono citate nell'enciclopedia e per le quali è stato implementato correttamente il template Bio. Pagina aggiornata al 19 ott 2024. |

- 11 febbraio - Ermanno II di Colonia, vescovo tedesco
- 31 agosto - Teodora Porfirogenita, imperatrice bizantina (n. 984)
- 10 settembre - Teodorico I di Katlenburg, nobile tedesco
- 5 ottobre - Enrico III il Nero, sovrano tedesco (n. 1016)
- Hilal al-Sabi', storico e scrittore iracheno (n. 969)